# Welterbe in Botswana

Zum Welterbe in Botswana gehören (Stand 2016) zwei UNESCO-Welterbestätten, darunter eine Stätte des Weltkulturerbes und eine Stätte des Weltnaturerbes. Botswana ist der Welterbekonvention 1998 beigetreten, die erste Welterbestätte wurde 2001 in die Welterbeliste aufgenommen. Die bislang letzte Welterbestätte wurde 2014 eingetragen.

## Welterbestätten
Die folgende Tabelle listet die UNESCO-Welterbestätten in Botswana in chronologischer Reihenfolge nach dem Jahr ihrer Aufnahme in die Welterbeliste (K – Kulturerbe, N – Naturerbe, K/N – gemischt, (G) – auf der Liste des gefährdeten Welterbes).
| Bild             | Bezeichnung           | Jahr | Typ | Ref. | Beschreibung |
| ---------------- | --------------------- | ---- | --- | ---- | --- |
| (weitere Bilder) | Tsodilo (Lage)        | 2001 | K   | 1021 | umfasst die Tsodilo-Hügel mit ihren Felsmalereien                                                                                |
| (weitere Bilder) | Okavango-Delta (Lage) | 2014 | N   | 1432 | Das Binnendelta des Okavango bildet mit über 20.000 Quadratkilometern eines der größten und tierreichsten Feuchtgebiete Afrikas. |

## Tentativliste
In der Tentativliste sind die Stätten eingetragen, die für eine Nominierung zur Aufnahme in die Welterbeliste vorgesehen sind. Derzeit (2018) sind sieben Stätten in der Tentativliste von Botswana eingetragen, die letzte Eintragung erfolgte 2010. Die folgende Tabelle listet die Stätten in chronologischer Reihenfolge nach dem Jahr ihrer Aufnahme in die Tentativliste.
| Bild                            | Bezeichnung                          | Jahr | Typ | Ref. | Beschreibung |
| ------------------------------- | ------------------------------------ | ---- | --- | ---- | --- |
| BW                              | Toutswemogala Hill (Lage)            | 1999 | K   | 1340 | Siedlung der Eisenzeit |
| BW                              | Central Kalahari Game Reserve (Lage) | 2010 | K/N | 5555 | |
| Chobe-Linyanti System           | Chobe-Linyanti System                | 2010 | N   | 5556 | umfasst den Chobe-Nationalpark und den Fluss Linyanti |
| Kulturlandschaft Mapungubwe     | Kulturlandschaft Mapungubwe          | 2010 | K   | 5557 | gemeinsamer Vorschlag mit Simbabwe und Südafrika zur Erweiterung der bestehenden Welterbestätte in Südafrika. Aus Botswana ist die Northern Tuli Game Reserve (Lage) vorgeschlagen. |
|                                 | Gcwihaba-Höhlen                      | 2010 | N   | 558  | |
| (weitere Bilder)                | Makgadikgadi-Salzpfannen (Lage)      | 2010 | K/N | 559  | |
| Kulturlandschaft Tswapong Hills | Kulturlandschaft Tswapong Hills      | 2010 | K   | 5560 | |